# Vasilij Livanov
Vasilij Borisovič Livanov, rusky Василий Борисович Ливанов, (* 19. července 1935 v Moskvě) je ruský herec, známý pro své ztvárnění Sherlocka Holmese v sovětské TV sérii Dobrodružství Sherlocka Holmese a doktora Watsona. Ztvárnění postavy viktoriánského detektiva mu vyneslo zápis v muzeu Sherlocka Holmese na londýnské Baker Street jako nejlepší filmový představitel této role. Ve své vlasti se stal národním umělcem RSFSR, ve Spojeném království byl oceněn v roce 2006 Řádem britského impéria.